# Werner Sellhorn

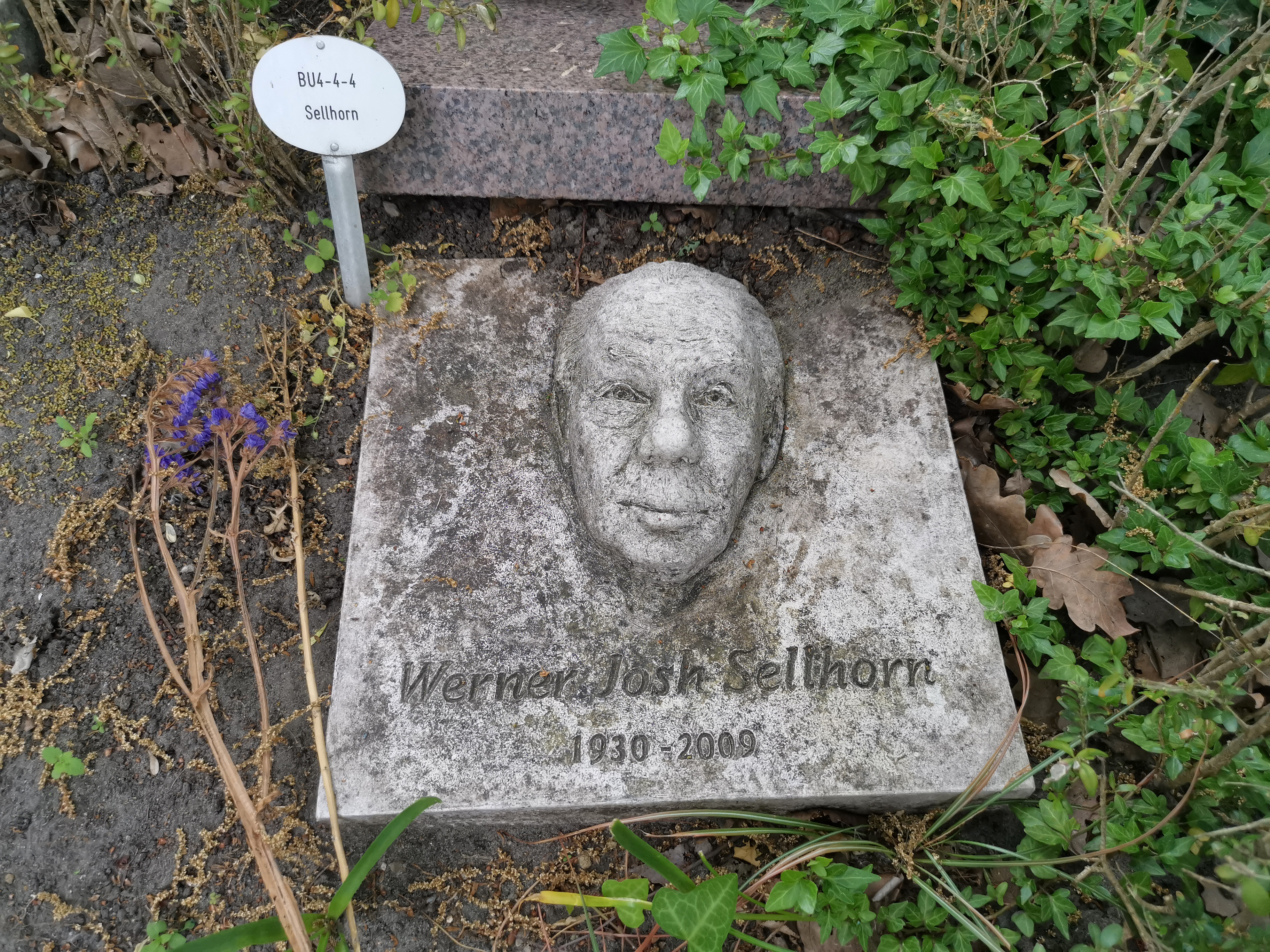
Grab auf dem Friedhof I der Georgen-Parochialgemeinde in Berlin

Werner „Josh“ Sellhorn (* 16. November 1930 in Hamburg; † 17. Mai 2009 in Berlin) war ein deutscher Lektor und Musikwissenschaftler. Seinen Spitznamen bekam er wegen seiner Begeisterung für den US-amerikanischen Bluessänger Josh White.

## Leben
Sellhorn war in den 1950er Jahren der erste DDR-Bürger, der öffentliche Vorträge über Jazz hielt, Jazz-Veranstaltungen organisierte, Jazz-Klubs mitbegründete und den Jazz als Musik der unterdrückten Klasse verteidigte – gegen die offizielle Ansicht der Partei, diese Musik sei eine Unkultur der USA und somit nicht mit der Idee von sozialistischer Unterhaltung zu vereinbaren. Das brachte ihm viel Misstrauen ein. Nach seinem Studium der Geschichte und Philosophie an der Humboldt-Universität in Berlin, musste er sich 1958 „in der Produktion bewähren“ – eine übliche Strafmaßnahme in der DDR –, da er wegen mangelnder Parteidisziplin und wegen seiner von den offiziellen (kultur-)politischen Maximen abweichenden Ansichten aus der SED ausgeschlossen worden war. In dieser Zeit wurde er vom Ministerium für Staatssicherheit (MfS) als „Gesellschaftlicher Informator“ (GI) angeworben. Sellhorn sollte vor allem Bühnen-Auftritte verschiedener Künstler sowie Jazzkonzerte beispielsweise in West-Berlin beurteilen, was er in schriftlicher Form auch tat. Aufgrund seiner Unzuverlässigkeit, gerade in politischen Bewertungen, kamen beide Seiten überein, den Kontakt 1963 wieder abzubrechen. Ein in Aussicht gestellter Wiedereintritt in die SED realisierte sich letztlich nie. Als Jazz wenige Jahre später wieder im Rundfunk gespielt werden durfte, bekam er dort keine Anstellung.
So war er nach der Bewährungszeit freiberuflich als Dozent und später als Lektor beim Eulenspiegel Verlag tätig. Anschließend bekam er eine Stelle als Werbeleiter im Verlag Volk und Welt. 1963 rief er im Auftrag dieses Verlages die Verlagswerbeveranstaltungen Jazz und Lyrik sowie später Lyrik – Jazz – Prosa ins Leben, die schon im ersten Jahr in vielen Städten der DDR nahezu hundertmal stattfanden und auf große Publikumsresonanz stießen. Die musikalische Seite der Veranstaltung repräsentierte die Berliner Amateurband Jazz Optimisten Berlin mit Dixielandjazz und dem Jazz singenden Manfred Krug. Der Schauspieler, dem Sellhorn zum Durchbruch verhalf, trug auch die zumeist heiteren und satirischen Gedichte aus Büchern des Verlages Volk und Welt vor, die man – auf die damals große Lyrikbegeisterung reagierend – einbezog. Ebenso integrierte man zunehmend Prosatexte in die Veranstaltungen. Neben der Stammbesetzung traten weitere Solisten auf, wie etwa die Jazzsängerin Ruth Hohmann, die Schauspieler(innen) Eberhard Esche, Gerry Wolff, Angelica Domröse, Annekathrin Bürger, der Kabarettist Gerd E. Schäfer oder der Liedermacher Wolf Biermann.
Die mitwirkenden Künstler streikten 1965 im damaligen Haus des Lehrers, der heutigen Kongresshalle, am Berliner Alexanderplatz gegen die gerade erfolgte Verhaftung Wolf Biermanns, indem sie einfach nicht mit der Veranstaltung begannen. Während Biermann freigepresst werden konnte, wurde Sellhorn als Verantwortlicher entlassen und mit einem Berufsverbot in belletristischen Verlagen der DDR bis zu deren Ende belegt. Freiberuflich war er dennoch fortan weiterhin als Lektor, Herausgeber und Nachwortautor tätig, z. B. für die Erzählungen von B. Traven (Volk & Welt) und den Humorsammelband Das Tier lacht nicht (Eulenspiegel). Des Weiteren schrieb er für das Label Amiga häufig die Artikel der Schallplattencover für die DDR-Lizenzausgaben namhafter, meist US-amerikanischer Jazz-Interpreten.
In den letzten 25 Jahren der DDR arbeitete er als Manager und Moderator bei Konzerten von Jazz- u. a. -bands sowie von Solokünstlern – darunter: die Klaus Lenz Band, Manfred Krug, Etta Cameron, Modern Soul Band, die Band „Uschi Brüning & Co“ und das Günther Fischer Quintett. Auch tourte er mit Schallplattenvorträgen über Jazz und Rock durch die DDR-Bezirke. 1972 kam das MfS erneut auf Sellhorn zu, und er willigte in die Besprechung kulturpolitischer Probleme ein, die diesmal allerdings nicht in Form persönlicher Berichte erfolgen sollte. Es existieren zwei Gesprächszusammenfassungen, die zeigen, dass Sellhorn versuchte, die Künstler zu schützen, indem er sie als linientreu beschrieb. Bis ca. 1976 war er „Inoffizieller Mitarbeiter“ (IM). Letztlich wurde der Kontakt erneut abgebrochen, diesmal wegen Sellhorns Unterschrift unter den „Offenen Brief der Schriftsteller und Künstler“ gegen die Ausbürgerung Wolf Biermanns.
Mit dem gemeinsamen Programm Kurt Tucholsky & Songs von heute schuf Sellhorn für Bettina Wegner, die seit Ende der 1970er Jahre ein quasi kontinuierliches Auftrittsverbot hatte, die Möglichkeit zu touren. Bis Ende der 1980er Jahre kuratierte er zudem neben seinen Schallplattenvorträgen und Jazz-Veranstaltungen literarische Folksong- und Liedermacher-Programme – etwa mit Peter Bause, Mike Friedman sowie seinem Sohn, dem Sänger Karsten Troyke.
Nach dem Fall der Mauer ergaben sich wieder gemeinsame Arbeiten mit teils schon länger in der Bundesrepublik ansässigen DDR-Künstlern: Lese- und Konzertabende mit Bettina Wegner, CD-Kompilationen für Manfred Krug, ein neues Projekt mit Hermann Anders (Yiddish Anders mit Karsten Troyke) und andere.
Von 1992 bis 1994 war er Chefredakteur der Zeitschrift Horch und Guck, die sich der Aufarbeitung der DDR-Vergangenheit widmet. Er wurde vom damaligen Vorsitzenden des Trägervereines Bürgerkomitee 15. Januar, Hans Schwenke, entlassen, nachdem dieser durch Wolf Biermann erfahren hatte, dass Sellhorn als IM „Zirkel“ geführt wurde.
Werner "Josh" Sellhorn veröffentlichte bis zu seinem Tod CDs u. a. Publikationen für Buschfunk, Eulenspiegel und Amiga; er verfasste Rezensionen und stellte Diskografien zusammen. Unter dem Titel Jazz-Lyrik-Prosa wurde im Frühjahr 1997 die Idee der 1960er Jahre wieder aufgegriffen und neue Programme entstanden, teilweise mit früheren Mitwirkenden wie Ruth Hohmann. Dabei erweiterte man auch den Jazz-Begriff. So stehen Ulrich Gumpert, Günter Sommer oder Ernst-Ludwig Petrowsky (zusammen mit Uschi Brüning) für modernere Formen, Trio Scho oder Pascal von Wroblewsky für Fusion. Die literarische Seite vertreten erneut namhafte Schauspieler(innen) wie Walfriede Schmitt, Günter Junghans und Ursula Karusseit. (Aktuell-)Politisches wird bzw. wurde dargeboten von Satirikern wie Wiglaf Droste oder Ernst Röhl. Sellhorn stellte die Programme zusammen und moderierte die Veranstaltungen. Er schrieb zudem an einer Autobiografie.
Das Grab, in dessen Stein sein Antlitz gegossen ist, befindet sich auf dem Georgen-Parochial-Friedhof in der Greifswalder Straße, Berlin, Prenzlauer Berg. Zu Werner Sellhorns Kindern zählt u. a. Karsten Troyke. Des Weiteren ist er Großvater von Tino Mewes.

## Werke
Bücher
- Jazz – DDR – Fakten. Interpreten, Diskographien, Fotos, CD. Neunplus 1 Edition Kunst, Berlin 2005, ISBN 3-936033-19-6.
- Jazz Lyrik Prosa – Zur Geschichte von drei Kultserien. Neunplus 1 Edition Selbstherausgabe, Berlin 2008, Fotos: Renée Yvel.
- Jazz Lyrik Prosa – Zur Geschichte von drei Kultserien. Ch. Links Verlag, Berlin 2009, ISBN 978-3-86153-581-2.

Aufsätze
- Warum können Jazzer nicht vom Jazz leben? In: Ernst Günther, Heinz P. Hofmann, Walter Rösler (Hrsg.): Kassette. Ein Almanach für Bühne, Podium und Manege, Nr. 2, Henschelverlag Kunst und Gesellschaft, Berlin 1978, S. 97–104.

Tonträger
- 1995: CD JAZZ – LYRIK – PROSA, Amiga/Hansa Musik/BMG
- 1998: CD JAZZ – LYRIK – PROSA II, Buschfunk
- 1999: CD LACHEN UND LACHEN LASSEN – Eulenspiegeleien 1, Eulenspiegel Verlag
- 2000: CD Mit Josh um halb acht, Raumer Records
- 2004: CD JAZZ – LYRIK – PROSA III, Buschfunk